# Franz Francke (General)

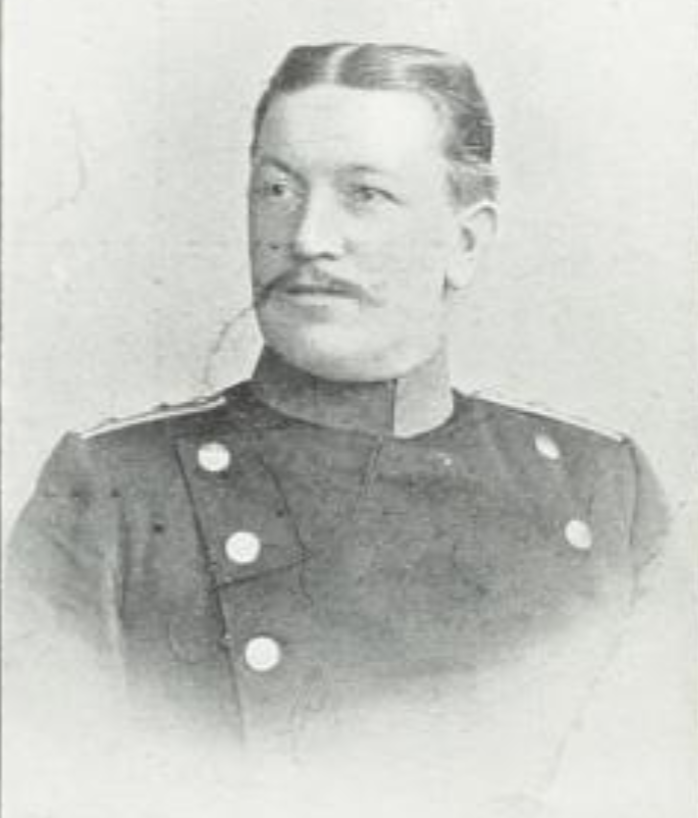
Franz Francke

Franz Samuel Ludwig Francke (* 28. Juni 1863 in Oberleua; † Januar 1925 auf dem Rittergut Deutschenbora) war ein sächsischer Generalleutnant.

## Leben

### Karriere
Francke war Enkel des gleichnamigen praktischen Arzt in Dresden Franz Francke. Er erlangte das Zeugnis der Reife und studierte für kurze Zeit an der Universität Straßburg, wonach er 1883 als Einjährig-Freiwilliger in das in Straßburg garnisonierte Infanterie-Regiment „König Wilhelm II. von Württemberg“ (6. Königlich Sächsisches) Nr. 105 eintrat. Er trat dann in den aktiven Dienst über und wurde 1884 zum Offizier befördert. Er unterlief in den weiteren Jahren die typische Militärlaufbahn und wurde  1891 zum Oberleutnant im Infanterie-Regiment „König Georg“ (7. Königlich Sächsisches) Nr. 106. Er besuchte bis dahin die preußische Kriegsakademie in Berlin und wurde 1895 in den sächsischen Generalstab unter Verwendung beim Großen Generalstab in Berlin befehligt, wo 1895 seine Beförderung zum Hauptmann erfolgte. Er diente ab 1898 beim Generalkommando des XII. (I. Königlich Sächsisches) Armee-Korps und wurde 1899 in die Zentralabteilung des sächsischen Kriegsministeriums versetzt. 1901 wurde er von dieser Position enthoben und in den Generalstab der 40. Division (4. Königlich Sächsische) befehligt, wo er bis 1904 diente und in dieser Position am 11. September 1903 zum Major befördert wurde. Nach Rückkehr in den Truppendienst im Jahr 1904 wurde er Bataillonskommandeur des III. Bataillons des 11. Königlich Sächsischen Infanterie-Regiment Nr. 139. Er wurde einige Jahre später mit der Wahrnehmung der Geschäfte des Chefs des Generalstabes des XII. (I. Königlich Sächsisches) Armee-Korps beauftragt und nach Beförderung zum Oberstleutnant am 27. März 1909 in dieser Position bestätigt. Er avancierte in dieser Position am 18. November 1911 zum Oberst und wurde im Herbst 1912 zum ersten Regimentskommandeur des neuformierten 16. Königlich Sächsischen Infanterie-Regiment Nr. 182 ernannt.
Nach Ausbruch des Ersten Weltkrieges rückte er mit seinem Verband an die Front und nahm an den Vormarschkämpfen durch Belgien und den Stellungskämpfen an der Aisne teil. Er nahm auch an der Schlacht an der Marne teil und wurde für seine Verdienste am 15. Oktober 1914 mit dem Ritterkreuz des Militär-St.-Heinrichs-Ordens ausgezeichnet. 1915 wurde er zum Brigadekommandeur der 63.-Infanterie-Brigade ernannt. 1916 wurde er nach Beförderung zum Generalmajor Führer der Division Francke, welche sich aus dem 1. Königlich Sächsischen Leib-Grenadier-Regiment Nr. 100, dem Infanterie-Regiment „König Ludwig III. von Bayern“ (3. Königlich Sächsisches) Nr. 102 (ohne das II. Bataillon), dem 4. Infanterie-Regiment Nr. 103 und dem 1. Königlich Sächsischen Jäger-Bataillon Nr. 12 zusammensetzte. Er führte die Division seit August desselben Jahres während der Schlacht um die Somme und konnte seine Stellung unter schwierigsten Verhältnissen halten. Er hat unter rücksichtslosem Einsatz seiner Person auch im heftigsten feindlichen Feuer seine Infanterie immer wieder in den vordersten Gräben ausgesucht und wurde für seine Verdienste am 21. Oktober 1916 mit dem Kommandeurkreuz II. Klasse des Militär-St.-Heinrichs-Ordens ausgezeichnet. Er wurde nachfolgend am 8. September 1916 Divisionskommandeur der 212. Infanterie-Division (9. Königlich Sächsische) und im Frühjahr 1918 zum Divisionskommandeur der 23. Reserve-Division (1. Königlich Sächsische) ernannt, die er bis zum Waffenstillstand von Compiègne führte. Im März 1919 nahm er seinen Abschied aus dem aktiven Heeresdienst und widmete sich der Bewirtschaftung seines Gutes Deutschenbora.
Er war mit Gertrud Leutritz verheiratet und Vater von mindestens fünf Kindern, darunter Hans, Martin, Heinrich, Elisabeth und Dorothea. Er wurde unter großer Trauerfeier in Deutschenbora begraben.